# Тавира
Тавира (на португалски: Tavira) е град в южна Португалия, намиращ се в провинция Алгарв с областен град Фару. В самия град живеят около 10 607 души, докато в неговата област и околности около 14 388 души.

## История
Не се знае точно произхода на името Тавира. В древни документи е още наричана Табира или Тавила. Като много старинен град минал през владението на няколко народа, не се знае точната година или дори векът на създаването му. При разкопките направени в града са открити финикийски предмети и постройки а от по-късни времена са открити също така мавритански предмети и архитектура.
Близо до Тавира също са открити останките на римски град, наречен Балса.
През 1239 г. градът е превзет от португалците начело с Дон Пайо Переш Корея (на португалски: Dom Paio Peres Correia), рицар, командвал и прочул се с това превземане на града от маврите, и оттогава остава до днес в португалски ръце.